# U.S. Route 7
La U.S. Route 7 è una U.S. Route in con direzione nord-sud nella regione del New England che corre per 496 km da Norwalk (CT) a Highgate (VT). La highway termina a nord nella Interstate 89 (uscita 22), in prossimità del villaggio di Highgate Springs (Vermont), immediatamente a sud del confine canadese. A sud termina nella Interstate 95 (uscita 15) vicino a Norwalk (Connecticut).